# Antonio Suetta
Antonio Suetta (* 25. listopadu 1962, Loano) je italský římskokatolický duchovní a biskup Ventimiglia-San Remo.

## Život
Narodil se 25. listopadu 1962 v Loanu.
Vstoupil do kněžského semináře v Albenze a poté v Janově. Dne 4. října 1986 byl biskupem Alessandrem Piazzou vysvěcen na kněze a inkardinován do diecéze Albenga-Imperia. Stal se farním vikářem v Cesiu. Roku 1988 získal na Papežské lateránské univerzitě licenciát z teologie. Poté přednášel na Vyšším institutu náboženských studií fundamentální teologii, ekleziologii a mariologii. Zastával dalším pastorační funkce ve farnostech.
Od roku 1997 byl proboštem v Borgio Verezzi a ředitelem diecézní charity. Roku 2005 byl jmenován ekonomem diecéze a později rektorem kněžského semináře. Roku 2009 získal na Papežském ateneu Regina Apostolorum doktorát z teologie. Dne 25. ledna 2014 jej papež František jmenoval biskupem Ventimiglia-San Remo. Biskupské svěcení přijal 1. března z rukou kardinála Angela Bagnasca a spolusvětiteli byli biskup Mario Oliveri a biskup Vittorio Lupi.